# Viorica Dumitru
Viorica Dumitru (n. 4 august 1946, București, România) este o caiacistă română, dublu laureată cu bronz la Mexico 1968 și la München 1972.
A fost componentă a clubului sportiv Dinamo București al Ministerului Afacerilor Interne, dar a fost angajată civil și nu a deținut grad militar.

## Distincții
- Medalia „Meritul Sportiv” clasa I (8 mai 1968) „pentru contribuția deosebită adusă la dezvoltarea mișcării de cultură fizică și sport și pentru merite deosebite în activitatea sportivă de performanță, cu prilejul împlinirii a 20 de ani de la înființarea Clubului sportiv «Dinamo»-București al Ministerului Afacerilor Interne” (menționată eronat ca Dumitru M. Victoria)[1]